# 오두영
오두영 (吳斗泳. 1934년 (음)4월 20일~2016년 (양)10월 31일)은 대한민국의 시인이다. 호는 교산(敎山)으로, 80년대 농협전문대학(농지대) 교수로 재직했다. 2003년에 〈시세계〉에서 신인상을 수상하며 등단하였으며, 2006년에 〈문예사조〉 시조 부문 신인상을 수상했다. 
시집 《새날의 명상》, 《영혼의 은빛 수첩》 등을 펴냈고〈가을밤의 노래〉·〈벚꽃 핀 날에〉·〈바다에게〉 등의 여러 가곡작품과 김영란 작곡의 동요〈시냇물〉등을 작사하기도 하였다. 
한국문인협회 회원, 도산아카데미연구원 연구회원, 서울관악문화원 고문,〈창작과 의식〉지 고문과 관악문학아카데미 회원 등으로 국내 시, 가곡계 등 문화예술계 인사들과 폭넓게 교류하며 새로운 문인들을 발굴하며 후원하는 등 왕성한 활동을 하다가 2016년 10월 31일 입원치료를 받던 강남성모병원에서 영면에 들었다. 묘지는 경기도 용인에 있다.

## 저서

### 시집
- 《새날의 명상》 (강원일보사, 1986년)
- 《이 땅에 태어난 아이들…》 (소담출판사, 1986년)
- 《영혼의 은빛 수첩》 (2008년)

### 시산문집
- 《세한도》(2004년, 담음)
- 《낮은음계》(카페 자작시 모음, 2006년, 한강)
- 《꾼과 쟁이》(2007년, 창작과 의식)